# سیریای
سیریای (به لاتین: Seirijai) یک شهرک در لیتوانی است که در زوکیا واقع شده‌است.

## خصوصیات
سیریای ۹۳۳ نفر جمعیت دارد.